# Alet Schouten

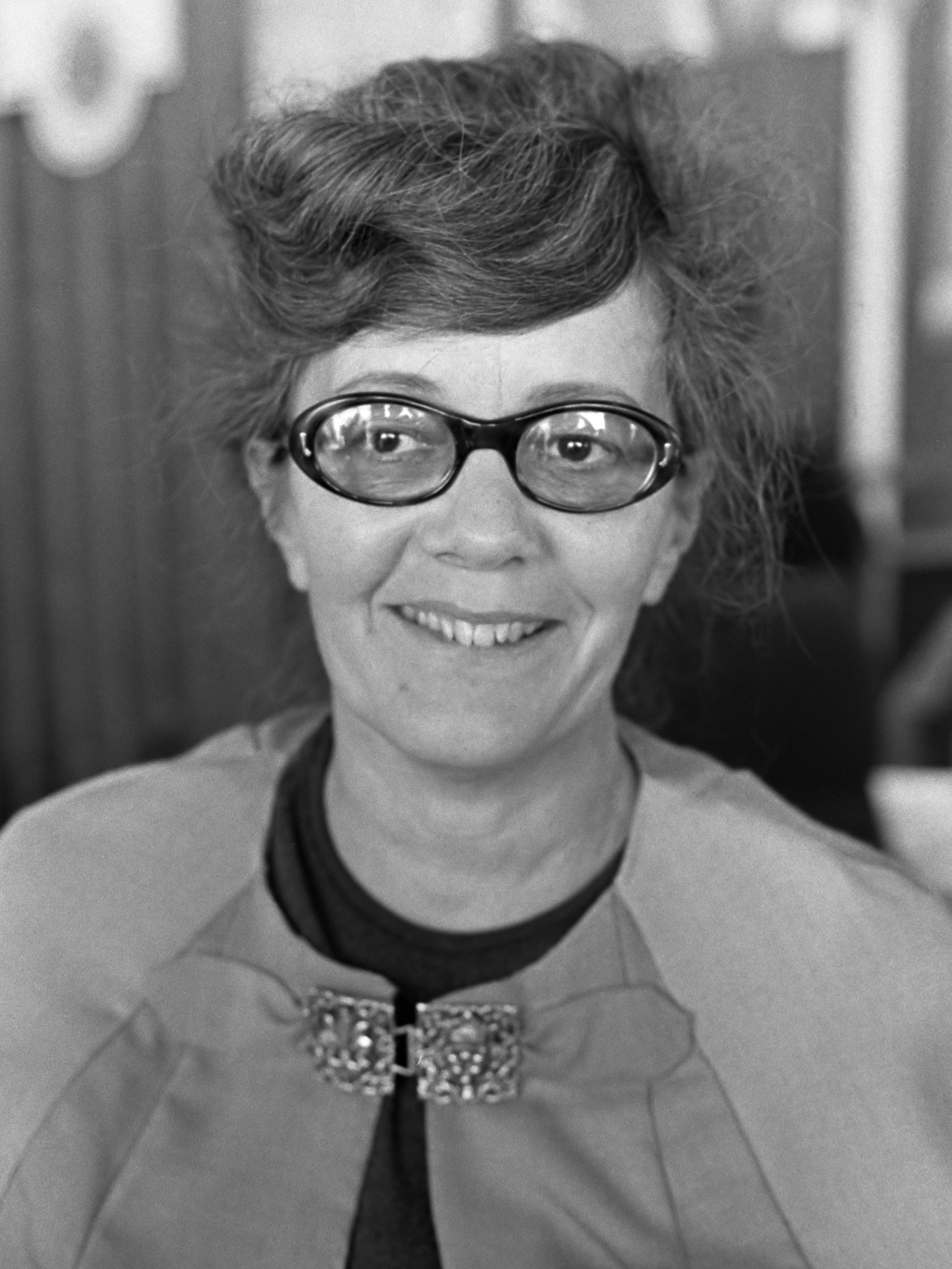
Alet Schouten (1971)

Alet Schouten (Westkapelle, 1 september 1917 – Heemstede, 23 januari 1995) was een Nederlandse schrijfster van kinderboeken.
Schouten volgde een tekenopleiding aan de Kunstnijverheidsschool Quellinus Amsterdam. Ze ontdekte dat ze haar tekeningen makkelijker gepubliceerd kreeg als er een verhaal bij zat. Na haar debuut in Taptoe won ze met hetzelfde verhaal, Het teken van Wichart, een prijsvraag voor auteurs die nog niet in boekvorm hadden gepubliceerd.
Schouten had een grote belangstelling voor geschiedenis, archeologie, mythen en sagen. Een groot aantal van haar verhalen speelt zich dan ook af in het verleden. Ze had een voorkeur voor verhalen in Europa tot het jaar 1000 (boeken als: De zeeridder en Het vege kolkje), maar ook de 17e en de 19e eeuw. Haar gevoeligheid voor tekens uit de natuur blijkt uit de boeken die in de toekomst spelen (zoals Het Varenwoud). Sterk autobiografisch zijn de verhalen over Indonesië, waar ze een groot deel van haar jeugd doorbracht (zoals Zoete meisjes en een tijger). Kattenverhalen (zoals Het huis van Roos en Lap) nemen in haar oeuvre een speciale plaats in.